# Окулолінктус

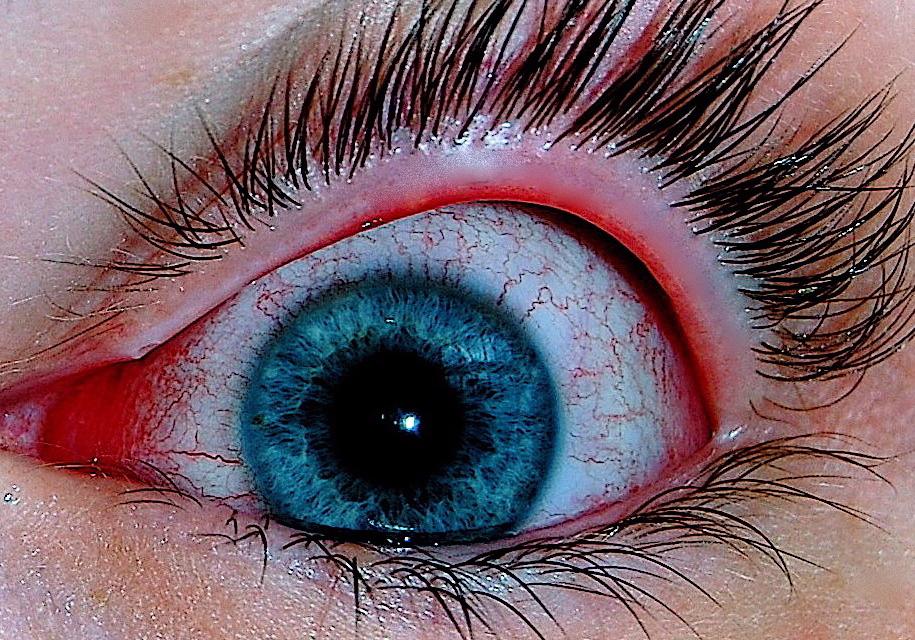
Облизування очних яблук може призвести до виникнення кон'юнктивіт а (на фото)

Окулолінктус, або облизування очних яблук, відноситься до парафілічна практика облизування очних яблук для еротичного задоволення. У середині 2013 року в англомовних газетах почали з'являтися статті про появу нового кінка, що набирає популярність в Японії.

## Характеристика
ЗМІ повідомляли про значне зростання очних інфекцій серед японських підлітків, що на їхню думку було пов'язано зі зростанням популярності окулолінктуса. Згідно з видаленою статтею The Guardian, лизання очних яблук, за своєю суттю є новомодною другою базою; тобто тим, на що партнери переходять, коли звичайні поцілунки стають нудними. Повідомлялося також що несподіване зростання популярності окулолінктуса серед японських школярів можливо пов'язане з кліпом японської групи Born.
Інфекції, що виникли, можуть призвести до порушення зору та запалення. Тому з недавнього часу лікарі рекомендують уникати лизання контактних лінз перед надяганням, пояснюючи це тим, що очні яблука і ротова порожнина мають різні види мікрофлори.